# Triplasius maculipennis
Triplasius maculipennis är en tvåvingeart som först beskrevs av Macquart 1846.  Triplasius maculipennis ingår i släktet Triplasius och familjen svävflugor. Inga underarter finns listade i Catalogue of Life.